# Pteralopex pulchra
Pteralopex pulchra — вид рукокрилих, родини Криланових.

## Поширення, поведінка
Країни поширення: Соломонові острови. Цей вид відомий з одного зразка на висоты 1230 м над рівнем моря. 